# Iron Lore
 (mars 2020).
Si vous disposez d'ouvrages ou d'articles de référence ou si vous connaissez des sites web de qualité traitant du thème abordé ici, merci de compléter l'article en donnant les références utiles à sa vérifiabilité et en les liant à la section « Notes et références ».
Iron Lore Entertainment est un studio de développement de jeux vidéo indépendant sur PC. Le studio a été fondé en 2000 par Brian Sullivan, cocréateur de la série Age of Empire de Ensemble Studios, et est basé à Boston aux États-Unis. 
Leur premier jeu est Titan Quest un hack and slash, autrement dit un Diablo like reprenant le même concept que le jeu de Blizzard sorti 10 ans auparavant. Titan Quest aura mis plus de 6 ans à être développé. Applaudi par la critique Titan Quest se verra doté d'un add-on, Titan Quest: Immortal Throne, sortit le 5 mars 2007. Le développement de l'add-on aura duré un peu plus d'un an. 
Développé pour le compte de THQ, le dernier jeu de Iron Lore est Dawn of War: Soulstorm, troisième add-on du RTS de Relic Entertainment, il est l'adaptation de la célèbre licence Warhammer 40,000.
Le 28 février 2008, un communiqué annonce la cessation des activités du studio depuis le 19 février, en raison de l'absence des fonds nécessaires à la réalisation d'un nouveau projet.

## Jeux développés
- Titan Quest (2006)
- Titan Quest: Immortal Throne (2007)
- Dawn of War: Soulstorm (2008)

## Personnalités
- Jeff Goodsill a été nommé président du studio en juillet 2007.
- Brian Sullivan, cofondateur du studio est le Directeur Créatif.
- Paul Chieffo, cofondateur du studio est le Director of Technology.
- Steve Marvin est Directeur du Design.
- Keith Patella est le Lead Programmer.
- Eric Campanella est le directeur artistique.